# Estrella oscura
Una estrella oscura es un tipo de estrella que pudo haber existido en el universo al inicio de la formación de estructuras, antes de que las estrella convencionales fueran capaces de formarse. Las estrellas estarían compuestas principalmente por materia ordinaria, pero con una alta concentración de neutralinos de materia oscura, generando calor a través una reacción similar a la cadena protón-protón, pero mediante de la aniquilación de partículas de materia oscura. Este calor evitaría que tales estrellas colapsaran en los tamaños compactos de las estrellas modernas, y por lo tanto, prevenir la fusión nuclear entre los átomos de materia ordinaria.
Este modelo predice que las estrellas oscuras hubieran sido enormes nube de hidrógeno y helio, variando entre 4 y 2000 unidades astronómicas de diámetro y con una temperatura superficial lo suficientemente baja para que la radiación emitida fuera invisible para el ojo desnudo.
En el improbable caso de que las estrellas oscuras hayan perdurado hasta estos tiempo, podrían ser detectables por emisiones de rayos gamma, de neutrinos, y antimateria, y se asociarían con nubes frías de hidrógeno molecular que normalmente no emiten tales partículas energéticas.